# Латронико, Винченцо
Винченцо Латронико (итал.Vincenzo Latronico; род. 1984, Рим) — итальянский писатель и переводчик.

## Биография
Родился в Риме. Изучал Философию в Милане. Живет и работает в Берлине.
В 2008 году он опубликовал свой дебютный роман «Ginnastica e Rivoluzione» в издательстве Bompiani, за которым последовали «La cospirazione delle colombe», «La mentalità dell'alveare»( 2013), «Narciso nelle Colonie» (Quodlibet  2013), «Le perfezioni» (2022) и «La Chiave di Berlino» (2023 г.). Переводы его романов были опубликованы более чем в 20 странах, а в 2025 году он вошел в шорт-лист Международной Букеровской премии за роман «Le perfezioni» (К Совершенству).
Роман «К совершенству» стал финалистом Международной Букеровской премии, а также получил премию Монделло и номинацию на премию Стрега.
Он перевёл с английского на итальянский произведения ряда авторов, таких как Александр Дюма, Оскар Уайльд, Ф. Скотт Фицджеральд и Джордж Оруэлл. Его статьи публиковались в La Stampa и Corriere della Sera, а также он является штатным автором еженедельника Internazionale.
Является поклоником творчества Оноре де Бальзака и Джоаны Дидион, а также  восхищается талантом переводчицы и писательницы Эстер Кински.
В недавнем интевью на инстагам аккаунте Underthecover books он назвал своей любимой книгой Графа Монте-Кристо Александра Дюма.
В этом же интервью, он отметил, то что его оказало влияние творчество Хорхе Луис Борхеса с творчеством которого Латронико ознакомился в своей поздней юности. Он начал сильно подражать его манере письма в своих работах.
Люимая поэма писателя пренадлжеит авторству Фоско Мариани под названием Il giorno ad urlapicchio.

## Творчество
Роман "К Совершенству" написаный автором в 2022 году получил положительные отзывы от разных авторитетных критиков.
Произведение рассказывает о паре живущей в Берлине которая зависима от социальных сетей. Однако у пары растёт недовольство. Повседневная жизнь, систематизированная лайфстайл-журналами и бесконечно тиражируемая в лентах Facebook и Instagram, начинает подавлять. Работа мечты становится скучной и раздражающей, дружеские группы распадаются, а политическая активность начинается и заканчивается онлайн спорах. 

Застряв в собственных представлениях об идеале, герои жаждут найти что-то более подлинное.
Фокус романа "К Совершенству", как и "Вещи" Жоржа Перека, заключается в том, чтобы деликатно и ненавязчиво раскрыть читателям самих себя — подобно тому, как психотерапевт может помочь пациенту открыть правду о себе.

"New Yorker"
«К Совершенству» — искусное обновление шедевра Жоржа Перека «Вещи».

«Rivista Studio»
Роман пока что не переведен на русский, однако переведен на польский,испанский,английский,немецкий,нидерландский, греческий и сербский.